# Mahmud Al Ajmi
Mahmud Merza Mahdi Ahmed Al Ajmi (ur. 8 maja 1987) – bahrajński piłkarz występujący na pozycji pomocnika w drużynie Riffa.

## Kariera piłkarska
Mahmud Al Ajmi jest zawodnikiem Riffa Club, a wcześniej występował w barwach Al-Shabab. W 2009 zadebiutował w reprezentacji Bahrajnu. W 2011 został powołany do kadry na Puchar Azji rozgrywany w Katarze. Jego drużyna zajęła 3. miejsce w grupie i nie awansowała do dalszej fazy.